# باولو سيرجيو (لاعب كرة قدم مواليد 1969)
باولو سيرجيو (بالبرتغالية:Paulo Sérgio Silvestre do Nascimento) هو  باولو سيرجيو سيلفستر دو ناسيمنتو  ، ولد في 2 يونيو 1969 في ساو باولو , البرازيل، لاعب كرة قدم برازيلي سابق، شارك مع منتخب بلاده في 1994 .

## روابط خارجية
- باولو سيرجيو على موقع الاتحاد الدولي (مؤرشف)  (الإنجليزية)
- باولو سيرجيو على موقع الاتحاد الأوربي (الإنجليزية)
- باولو سيرجيو على موقع قاعدة بيانات كرة القدم.إي يو (الإنجليزية)
- باولو سيرجيو على موقع بيانات كرة القدم. دي إي (الألمانية)
- باولو سيرجيو على موقع ناشيونال فوتبول تيمز (الإنجليزية)
- باولو سيرجيو على موقع عالم كرة القدم.نت (الإنجليزية)
- باولو سيرجيو على موقع كووورة